# Український Національний Комітет у Кракові
Український Національний Комітет у Кракові (УНК)
— створений з ініціативи ОУНР під проводом Степана Бандери напередодні німецько-радянської війни як спроба об'єднати українські національні сили для репрезентації перед Німеччиною.
На індивідуальній базі згуртовано в УНК 113 осіб із більшості діючих політичних середовищ та партій чи суспільно-громадських організацій; УЦК (як неполітична установа) від участі відмовився. На установчих зборах 22 червня 1941 обрано (заочно) головою генерала Всеволода Петріва, а до часу його згоди керував Комітетом Володимир Горбовий; другим заступником голови став Віктор Андрієвський; секретарі: Степан Шухевич і Василь Мудрий. УНК вислав меморандум до Гітлера, в якому підкреслювано прагнення українського народу до незалежної держави і його готовість боротися проти Москви та висловлено надію, що німецький уряд поважатиме волю українського народу.
Помітної діяльності УНК не розвинув, бо вже 5 липня німецька Служба безпеки арештувала ініціаторів об'єднання (В. Горбового, М. Богуна, Я. Рака та В. Янева), чим автоматично ліквідувала УНК.